# Hyloscirtus piceigularis
Espèce
Synonymes
- Hyla piceigularis Ruiz-Carranza & Lynch, 1982

Statut de conservation UICN

 EN B1ab(iii) : En danger
Hyloscirtus piceigularis est une espèce d'amphibiens de la famille des Hylidae.

## Répartition
Cette espèce est endémique de Colombie. Elle se rencontre entre 1 750 et 2 000 m d'altitude sur le versant Ouest de la cordillère Orientale dans les départements de Cundinamarca et Santander,.

## Publication originale
- Ruiz-Carranza & Lynch, 1982 : Dos nuevas especies de Hyla (Amphibia: Anura) de Colombia, con aportes al conocimiento de Hyla bogotensis. Caldasia, vol. 13, no 64, p. 647-671 (texte intégral).